# Samsung Galaxy J4+
El Samsung Galaxy J4+ (Samsung Galaxy J4 Plus) es un teléfono inteligente Android fabricado por Samsung Electronics. Se dio a conocer el 19 de septiembre de 2018 y se lanzó un mes después.

## Especificaciones

### Hardware
El Galaxy J4+ funciona con un SoC Snapdragon 425 que incluye un quad-core 1.4 CPU ARM Cortex-A53 de GHz, una GPU Adreno 308 con 2 o 3 GB de RAM y 16 o 32 GB de almacenamiento interno que se puede ampliar hasta 256 GB a través de una tarjeta microSD. 
Tiene una pantalla TFT LCD de 6,0 pulgadas con una resolución HD Ready. La cámara trasera de 13 MP tiene apertura f/1.9 y cuenta con enfoque automático, flash LED, HDR y video Full HD. La cámara frontal tiene 5 MP con apertura f/2.2.

### Software
El Galaxy J4+ funciona con Android 8.1 "Oreo" y la interfaz de usuario Experience de Samsung.  En enero de 2019, se anunció una actualización de 9.0 "Pie" y One UI que estuvo disponible en abril de 2019.